# Estadio Nacional de Islas Salomón
El Estadio Nacional de Islas Salomón es un estadio nacional con capacidad para 10 000 espectadores ubicado en la capital Honiara. En él se practica fútbol, rugby y atletismo.

## Historia
La construcción del estadio inició el 5 de mayo de 2021 con la idea de que fuera la sede principal de los Juegos del Pacífico 2023, el cual tuvo un costo de $71 millones, los cuales fueron un regalo de parte del gobierno de China y en su momento fue el proyecto de infraestructura más grande de Oceanía financiado con dinero de China.
El primer evento realizado en el estadio fue un partido amistoso de fútbol femenil entre Islas Salomón ante Vanuatu en octubre de 2023.

## Controversias
Muchos miembros del gobierno y público en general, incluyendo al líder opositor Matthew Wale, criticaron la sede para los Juegos del Pacífico y la relación costo y beneficio. Se creyó que habían otras prioridades como la salud pública. BenarNews reportó que el primer ministro Manasseh Sogavare argumentó que la economía del país iba a colapsar a no ser por los juegos. Eso también se pensó con la expectativa de que China financiara el mantenimiento del estadio a futuro.